# Línea de sucesión presidencial de Guatemala
La línea de sucesión presidencial de la República de Guatemala se da en caso de falta temporal o absoluta del Presidente de la República, el cual es sustituido por el Vicepresidente. Pero si la falta es absoluta el vicepresidente desempeña la Presidencia hasta la terminación del período constitucional; y en caso de falta permanente de ambos, completa dicho período la persona que designe el Congreso de la República, con el voto favorable de las dos terceras partes del total de diputados.

## Fundamento legal
La línea de sucesión presidencial se fundamenta en el artículo 189 de la Constitución Política de la República de Guatemala.

## Línea de sucesión actual
| # | Cargo                          | Titular                        |
| - | ------------------------------ | ------------------------------ |
| 0 | Presidente de la República     | César Bernardo Arévalo de León |
| 1 | Vicepresidente de la República | Karin Larissa Herrera Aguilar  |

## Línea de sucesión (1824)
| # | Cargo                          | Titular |
| - | ------------------------------ | ------- |
| 0 | Presidente de la República     |         |
| 1 | Vicepresidente de la República |         |

## Línea de sucesión (1851)
| # | Cargo                               | Titular |
| - | ----------------------------------- | ------- |
| 0 | Presidente de la República          |         |
| 1 | Secretario de Relaciones Exteriores |         |
| 2 | Secretarios de Estado               |         |
| 3 | Miembros del Consejo de Estado      |         |

## Línea de sucesión (1879)
| # | Cargo                                              | Titular |
| - | -------------------------------------------------- | ------- |
| 0 | Presidente de la República                         |         |
| 1 | Primer designado a la Presidencia de la República  |         |
| 2 | Segundo designado a la Presidencia de la República |         |

### Modificación en 1920
| # | Cargo                                              | Titular |
| - | -------------------------------------------------- | ------- |
| 0 | Presidente de la República                         |         |
| 1 | Primer designado a la Presidencia de la República  |         |
| 2 | Segundo designado a la Presidencia de la República |         |
| 3 | Tercer designado a la Presidencia de la República  |         |

## Línea de sucesión (1944)
| # | Cargo                          | Titular |
| - | ------------------------------ | ------- |
| 0 | Presidente de la República     |         |
| 1 | Vicepresidente de la República |         |

### Modificación en 1945
| # | Cargo                                      | Titular |
| - | ------------------------------------------ | ------- |
| 0 | Presidente de la República                 |         |
| 1 | Presidente del Congreso                    |         |
| 2 | Primer vicepresidente del Congreso         |         |
| 3 | Segundo vicepresidente del Congreso        |         |
| 4 | Tercer vicepresidente del Congreso         |         |
| 5 | Presidente de la Corte Suprema de Justicia |         |

## Línea de sucesión (1956)
| # | Cargo                                              | Titular |
| - | -------------------------------------------------- | ------- |
| 0 | Presidente de la República                         |         |
| 1 | Primer designado a la Presidencia de la República  |         |
| 2 | Segundo designado a la Presidencia de la República |         |

## Línea de sucesión (1965)
| # | Cargo                          | Titular |
| - | ------------------------------ | ------- |
| 0 | Presidente de la República     |         |
| 1 | Vicepresidente de la República |         |